# Krur
Il krur o crur è un gioco astratto della famiglia dei mancala giocato dalla popolazione Hassaniya che vive nell'ovest del Sahara, principalmente fra la Nigeria e la Mauritania, ma anche nel Marocco meridionale, in Algeria, nel Senegal settentrionale, nel Mali e nel Niger. Gli Hassaniya sono un misto di beduini e berberi, e parlano una lingua derivata dall'arabo, con influenze tamazight (berbere). Il krur è generalmente concepito come gioco per bambini. Il gioco è molto simile, tra gli altri, al Layli Goobalay giocato in Somalia e allo Nsa Isong nigeriano.

## Regole

### Tavoliere e disposizione iniziale
Gli Hassaniya non usano tavolieri veri e propri; le buche (2 file di 4) sono solitamente scavate nella sabbia. In ogni buca vengono inizialmente deposti 4 semi. Ogni giocatore controlla una fila di buche.

### Turno
Al proprio turno, il giocatore prende tutti i semi da una delle sue buche e li semina in senso antiorario.
- Se l'ultimo seme cade in una buca vuota, il turno è finito
- Se l'ultimo seme cade in una buca avversaria che conteneva 3 semi (portandone quindi il totale a 4), il giocatore di turno cattura tale buca (questa viene marcata in qualche modo). Tutti i semi che si troveranno nella buca alla fine del gioco si considerano catturati dal giocatore.
- Se l'ultimo seme cade in una buca occupata (eccetto caso precedente) la semina continua a staffetta
- Durante la semina, il giocatore di turno deve saltare eventuali buche catturate dal suo avversario
- Non si può iniziare la semina da una buca catturata

### Fine del gioco
Quando non rimangono più semi in gioco, chi ha catturato più pezzi ha vinto.

### Partite multiple
Come in molti giochi simili, al krur si giocano solitamente più partite consecutive. All'inizio di ogni partita, i giocatori dispongono sul proprio lato del tavoliere i semi che hanno catturato. Il perdente non sarà, in generale, in condizione di riempire tutte le buche (se gli avanzano più di 2 semi, comunque, gli è concesso riempire una buca con 2 anziché 4 semi). Tutte le buche lasciate vuote vengono riempite con la sabbia (cancellate dal tavoliere). Se, nelle partite successive, il giocatore si trovasse ad avere nuovamente i semi necessari per riempire tali buche, esse sarebbero riaperte. Vince una sequenza di partite il giocatore che lascia l'avversario senza pezzi (e quindi senza buche).